# Chopine
Cet article concerne la bière. Pour la chaussure, voir Chopine (chaussure)

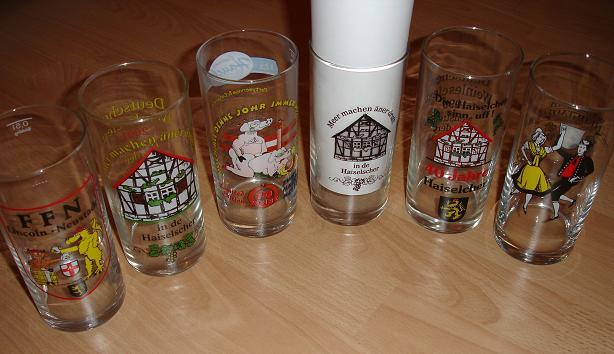
Chopines.

Une chopine est un verre à bière ainsi qu'une mesure de capacité pour des liquides. Le terme est attesté depuis le XIIe siècle, de l'allemand Schoppen, « puisoir de brasseur ». La chopine se subdivise en deux demiards et équivaut à la moitié d'une pinte de Paris, unité de mesure désuète, soit un peu moins d'un demi-litre.

## Description
En France, la chopine valait ainsi 24 pouces du Roi cubes (ce pouce valant environ 27,07 mm), soit environ 476,073 ml. Elle avait parfois anse et couvercle. Les petites chopines étaient offertes aux jeunes mères (la bière favorisant la lactation).
Dans le langage familier, une chopine peut désigner aussi une bouteille de vin, indépendamment de sa contenance.
Un « galope-chopine » désignait autrefois un homme qui se présente dans les bars pour se faire payer à boire.

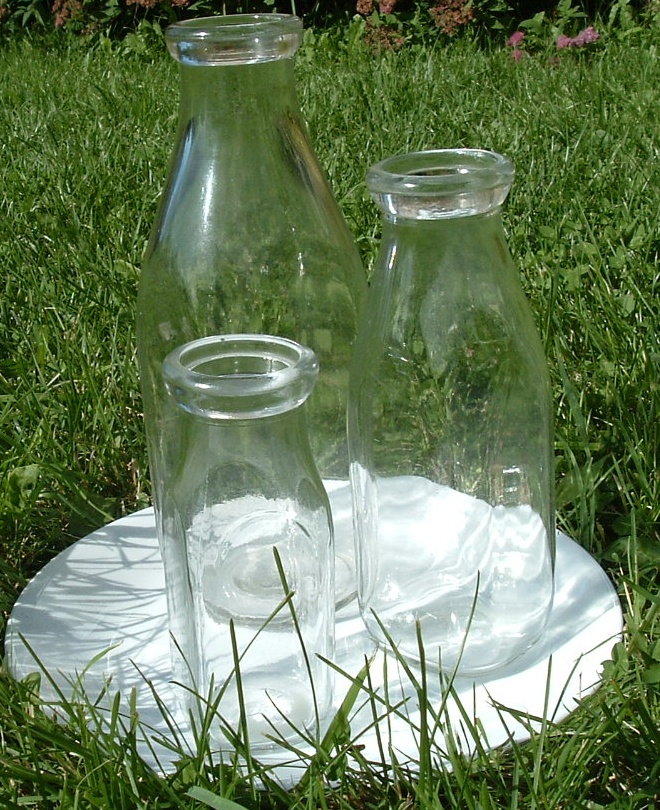
Anciennes bouteilles de lait du Québec : une pinte, une chopine et un demiard.

Au Canada francophone, le terme chopine désigne à la fois la pinte américaine, ayant un volume de 473 ml, et la pinte impériale, ayant un volume de 568 ml. La première mesure est en usage principalement aux États-Unis, et de façon exceptionnelle au Canada. Quant à la seconde, elle est employée essentiellement en Grande-Bretagne et subsiste au Canada que dans le service de la bière pression. Le terme chopine n'est plus en usage dans le reste de la francophonie; on y emploie généralement le terme pinte américaine pour désigner la mesure américaine et pinte (ou pinte impériale) pour parler de la mesure impériale. 

## Confusion entre chopine et setier
Tandis qu'officiellement le mot chopine prévalait pour désigner la moitié de la pinte, le mot setier fut aussi parfois employé. Le setier, du latin sextarius, veut dire « la sixième part ». En effet, le setier romain d'environ 54 cl était la sixième part du conge, lui-même la huitième part du pied romain cube, appelé « amphore quadrantal » (unité de mesure romaine).
Le lien entre pinte, chopine et demi-setier est manifeste dans une comptine d'Île-de-France qui met en scène un enfant qui ne consomme pas sa soupe et va au lit le ventre vide : « Pinte, chopine, mi-setier / P'tit bonhomme va s'coucher sans tres vieux et innutile».